# Panem et circenses
A panem et circenses, avagy kenyeret és cirkuszt Decimus Iunius Iuvenalis római költőnek tulajdonított szállóige, melyet gyakran használnak kulturális és politikai kontextusban. 
Politikai kontextusban a kifejezés azt jelenti, hogy a közvélemény helyeslését nem közszolgáltatással vagy közgazdálkodással nyerik meg, hanem a figyelem elterelésével, illetve azonnali igények felületes kielégítésével, például átmeneti megoldást nyújtó élelmiszerrel („kenyér”) és szórakoztatással („cirkusz”).
Iuvenalis eredetileg arra használta, hogy elítélje az egyszerű emberek önzőségét és a szélesebb körű gondok elhanyagolását. A kifejezés arra utal, hogy a lakosság nem ismeri az állampolgári kötelességet, mint prioritást.

## Az ókori Rómában
A Római Birodalom vezetői szívesen használták a „kenyeret és cirkuszt a népnek” elvet, különféle módon szórakoztatták az alattvalókat: kivégzésekkel, bankettekkel, katonai felvonulásokkal, gladiátorokkal és vadállatok harcával. Nagy válságok idején különösen fontos volt a nép szórakozásáról gondoskodni, a populista propaganda fontos eszközévé vált. Az ilyen eseményeken, különösen éhínség idején, gyakran osztogattak búzát és kenyeret, valamint a lelátókon ülők között élelmiszerre beváltható utalványokat is. Miközben a háttérben folytak a politikai harcok, a nép hálásan vett részt a grandiózus eseményeken, melyek rendezéséért és finanszírozásáért versengtek az aedilisek. Később a császári propaganda számára is igen fontossá vált ez a módszer, így a császárok maguk is részt vettek az ünnepségeken, ráadásul egymásra licitáltak a minél nagyobb pompa érdekében. Traianus például 123 napos ünnepségsorozatot rendezett, amelyen 10 000 gladiátor vett részt és mintegy 11 000 vadállatot gyilkoltak le.
A 2. század végétől a római ünnepségek pompája egyre halványabbá vált, I. Constantinus a 4. században pedig egyenesen betiltotta a vadállatok leölését, az egyre terjedő kereszténység pedig további aggályokat támasztott az esztelen ünneplésekkel szemben. Az utolsó gladiátorviadalra Flavius Honorius uralkodása alatt került sor, az 5-6. század fordulóján.

## Fordítás
- Ez a szócikk részben vagy egészben  a   Bread and circuses című angol Wikipédia-szócikk fordításán alapul.  Az eredeti cikk szerkesztőit annak laptörténete sorolja fel. Ez a jelzés csupán a megfogalmazás eredetét és a szerzői jogokat jelzi, nem szolgál a cikkben szereplő információk forrásmegjelöléseként.